# Армянская апостольская церковь в Мьянме
Армянская апостольская церковь в Мьянме представлена местным армянским меньшинством, являющимся потомками бежавших из Османской империи в начале XVI века армян, расселившихся небольшими диаспорами от Европы до Юго-Восточной Азии и занимавшихся купеческим промыслом. К концу XIX века на территории Британской Индии (в состав которой входила и Мьянма) насчитывалось около 1300 этнических армян; к настоящему времени их численность в Мьянме резко сократилась, многие вследствие политической нестабильности переселились в Австралию.

## Нынешнее положение
Единственная сохранившаяся до наших дней армянская церковь в Мьянме — Церковь Иоанна Крестителя в Янгоне, считающаяся также одной из старейших церквей в стране. Она была построена на участке в центре города, некогда пожалованном местной армянской общине королём Бирмы. В настоящее время в Янгоне проживают порядка 10—20 семей этнических армян, и лишь некоторые из них регулярно посещают богослужения в местной церкви. В последнее время численность прихожан, однако, стабильно растёт за счёт дипломатов и путешественников из православных стран.
В 2014 году произошёл скандал, связанный с самоназначением индийского проповедника Джона Феликса настоятелем единственного в Янгоне армянского храма. Он утверждал, что является англиканским священником и что право совершать религиозные обряды ему, якобы, доверила сама местная община. Представители англиканской церкви заявили, что Феликс никогда не являлся их священнослужителем, а Верховный Патриарх и Католикос всех армян Гарегин II потребовал от него прекратить совершать богослужения и вернуть ключи от храма, на что «настоятель»-авантюрист первоначально отвечал отказом. В дальнейшем алтарь церкви был заново освящён, а настоятелем храма был назначен священник ААЦ из Калькутты (Индия), который обязался выезжать каждые выходные в Мьянму на совершение богослужений.
В октябре 2014 года армянскую диаспору в Мьянме посетил Католикос всех армян Гарегин II. В рамках своего визита он провёл службу в храме Иоанна Крестителя.